# 롤링 스톤 앨범 가이드
롤링 스톤 앨범 가이드(영어: The Rolling Stone Album Guide) 또는 롤링 스톤 레코드 가이드(영어: The Rolling Stone Record Guide)는 미국의 잡지 롤링 스톤의 스태프진의 리뷰가 담긴 책이다. 첫 판은 1979년에 나왔으며, 최신판은 2004년에 발간되었다.

## 첫 번째 판 (1979년)
롤링 스톤 레코드 가이드는 후에 롤링 스톤 앨범 가이드가 될 시리즈의 초판이었다. 데이브 마시와 존 스웬슨이 편집하였으며, 이외에 34명의 다른 음악 평론가들의 리뷰가 실려 있다. 음악 장르별로 구역이 나누어져 있으며 각 구역의 음악가는 알파벳 순서대로 배치되어 있다. 또한 각 음악가의 음반 또한 알파벳 순서로 되어 있으며, 일부는 발매 순서대로 되어 있다.
데이브 마시는 레너드 말틴의 책 《TV 영화(TV Movies)》와 로버트 크리스트가우가 빌리지 보이스에서 올리는 리뷰 칼럼을 언급하였다.
첫 판은 흑백으로 되어 있는 음반 커버와 함께 다섯 개의 별로 이루어진 점수가 존재한다.
당시에는 레니 브루스, 로드 버클리, 빌 코스비, 파이어사인 시어터, 스파이크 존스, 리처드 프라이어 등 많은 코미디 음악가들의 리뷰가 존재했다.

### 목차
- 소개
- 록, 솔, 컨트리 그리고 팝
- 블루스
- 재즈
- 가스펠
- 앤솔로지, 사운드트랙
- 별 5개 작품
- 용어 해설
- 참고 문헌

### 별점 기준
책에서는 별 다섯 개의 등급이 있으며 그 기준은 아래와 같다.
- 필수(Indispensable): 그 어떤 콜렉션에도 포함되어 있어야 할 작품

- 훌륭(Excellent): 상당히 훌륭하나, 어떤 방식에서 아쉬움이 있는 작품

- 좋음(Good): 평균적인 정도이나 특정 스타일을 선호하는 사람들에게는 매력이 있는 작품

- 형편 없음(Poor): 기술적인 능력조차 의심되는 상당히 잘못 만들어진 작품

- 가치 없음(Worthless): 만들어져서는 안되는 작품

## 두 번째 판 (1983년)
뉴 롤링 스톤 레코드 가이드는 1979년 롤링 스톤 레코드 가이드의 업데이트 버전이다. 이전과 마찬가지로 마쉬와 스웬슨이 편집하여다. 52명의 음악 평론가 리뷰가 들어 있으며, 각 아티스트의 발매 순서대로 음반이 정리되어 있다.
이 판에는 신흥 펑크 밴드 및 뉴 웨이브 밴드에 대한 리뷰 외에도 오랜 시간 동안 확립되어 왔던 레게와 스카 등에 리뷰가 많이 추가되었다.
또한 이번 판의 목적은 초판 출판 당시 나오지 않았던 음반을 다루는 것이었기 때문에 초판에는 포함되어 있었지만 두 번째 판에는 포함되지 않은 음악가가 더러 존재한다. 그리고 음반의 표지 사진 또한 사라졌다.

### 목차
- 두 번째 판 소개
- 첫 번째 판 소개
- 점수
- 기여자
- 레이블 약어
- 록, 솔, 블루스, 컨트리, 가스펠, 팝
- 앤솔로지, 사운드트랙
- 초판의 음악가 목록 (두 번째 판에서는 사라진 음악가)

## 롤링 스톤 재즈 레코드 가이드
롤링 스톤 재즈 레코드 가이드는 1985년 출판되었으며 뉴 롤링 스톤 레코드 가이드에서 사라진 재즈 음악과 추가된 리뷰가 생겼다. 16명의 음악 평론가가 참여했다.

### 목차
- 머리말
- 서문
- 별점
- 기여자
- 레이블 약어
- 리뷰
- 참고 자료

## 세 번째 판 (1992년)
롤링 스톤 앨범 가이드는 1979년 롤링 스톤 레코드 가이드 및 1983년 뉴 롤링 스톤 레코드 가이드를 다시 쓴 판본이다. 레코드에서 앨범으로 이름이 바뀐 까닭은 출판 당시 레코드가 대부분 콤팩트 디스크(CD) 또는 콤팩트 카세트로 대체되었다는 사실을 반영하고 있다. 50명이 넘었던 지난 판의 기여자 수와는 달리 네 명으로 줄었으며 재즈 가이드를 출판하기 위해 삭제됐던 재즈 음반의 리뷰를 다시 실었다. 이전의 두 판과는 달리 코미디 음악가는 포함되지 않았다. 또한 이전과는 달리 별점에 별 반 개를 넣기 시작하였다.

### 목차
- 소개
- 점수
- 기여자
- 롤링 스톤 앨범 가이드
- 앤솔로지
- 사운드트랙
- 감사의 말

## 네 번째 판 (2004년)
70명에 가까운 음악 평론가들이 참여하였다. 네 번째 판 뒷표지에는 "지난 10년간의 아티스트와 사운드를 포함하도록 완전히 업데이트 및 수정되었다"고 언급하며 "주요 아티스트의 커리어에 대한 전기적 개요와 독자들에게 음악 뒤에 있는 것을 볼 수 있도록 하였다"고 써 있다.